# Robilante

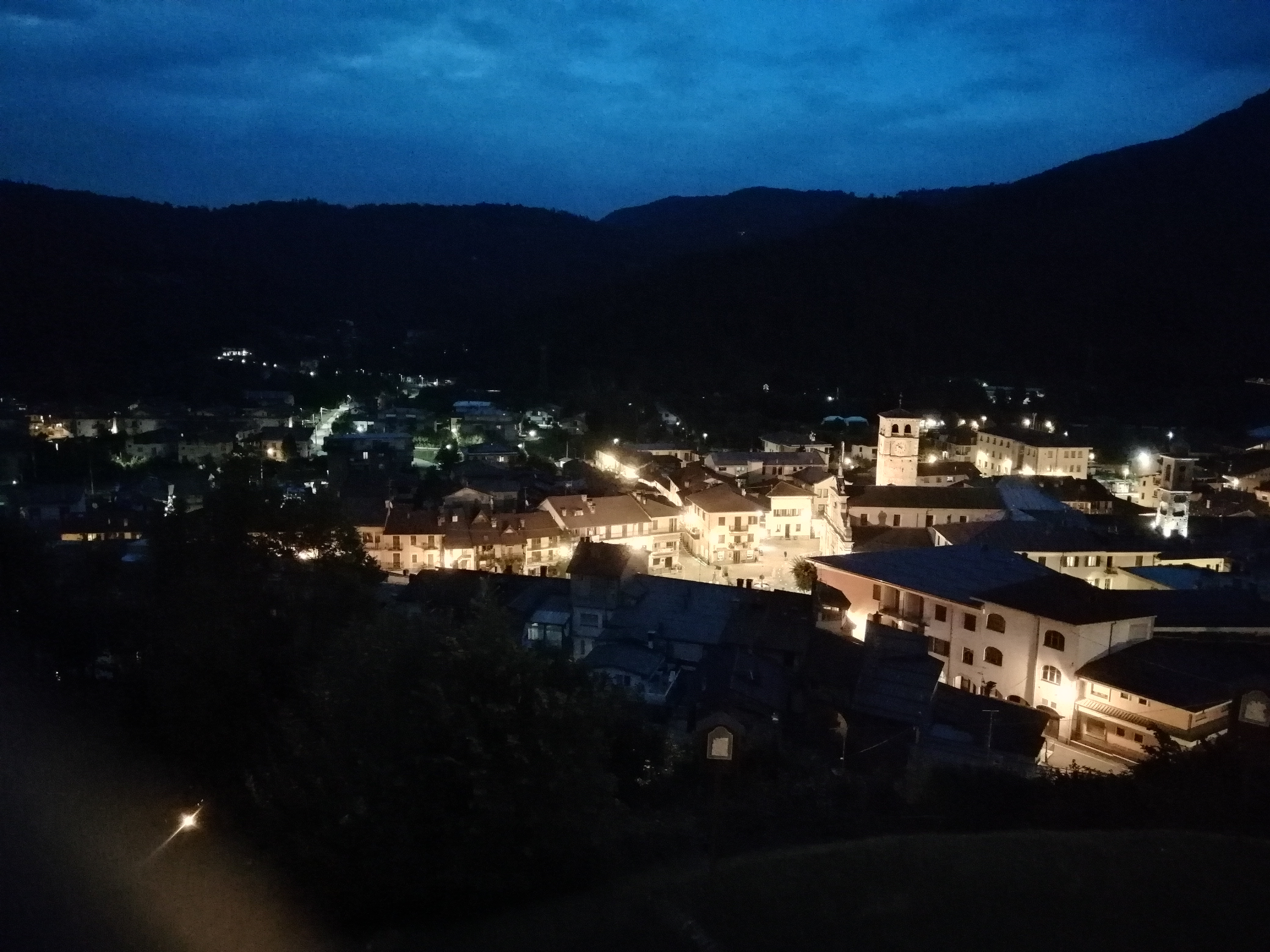
Vista notturna di Robilante dalla cappella di Sant'Anna

Robilante (Robilant in piemontese e in occitano) è un comune italiano di 2 107 abitanti della provincia di Cuneo in Piemonte.

## Storia
La piccola cittadina è caratterizzata dalla parrocchiale di San Donato e dall'imponente campanile in pietra che prospettano la piazza principale. Dalla stessa piazza si può ammirare la cappella di Sant'Anna che sorge su una collina su una preesistente chiesa del 1674.
Robilante ha numerose cappelle alpestri e tra queste si ricorda quella della Madonnina del Laghetto in località Piagge a quota 1343 m, edificata nel 1899, la cui celebrazione è la prima domenica di agosto. A poca distanza dalla cappella si trova una Panchina Gigante (la numero 36) da cui si apprezza la vista di tutto il paese e nelle giornate terse anche di Cuneo e della pianura circostante. Tra le altre cappelle alpestri si ricorda quella di Santa Margherita dedicata ai santi Margherita e Lorenzo, edificata nei primi anni del 1700 (celebrazione l’ultima domenica di maggio); la cappella del SS. Nome di Maria in località Malandrè, edificata verso la fine del 1700 con annessa scuola (celebrazione la seconda domenica di settembre); la cappella di San Giuseppe del Montasso di recente costruzione (celebrazione la prima domenica di luglio); la Cappella del Cuore Immacolato di Maria di Vermanera, costruita nel 1954 (celebrazione la terza domenica di agosto); la Cappella di San Giacomo Agnelli edificata tra la fine del 1600 e l’inizio del 1700 (celebrazione l’ultima domenica di luglio).
Sono presenti inoltre, disseminati nel paese, numerosi piloni, costruiti tra l’800 e il 900 e tuut’ora in buono stato di conservazione, raffiguranti santi della tradizione religiosa ed eventi storici. Tra questi il pilone di San Rocco, di Sant’Anna, di San Sebastiano, di Tetto Massa, delle Barme, di Vallone Cirinot, di Tetto Angelo Custode, di Madonna delle Grazie, di Tetto Piulot, di San Giovanni Tetto Chiappello, di Tetto Rescasso, di Snive, di Chiot Vermanera, di Teit Gialà Vallone Pettavino, di Tetto Carlet, di Padre Pio, di Villa della Salute, di Strada del Malandrè, pilone della Battaglia e pilone del Moro. Il pilone del Moro ricorda la cacciata dei Saraceni avvenuta nel 985 d.C. dopo che gli stessi avevano invaso nel 904 i paesi della Val Vermenagna causando morti e distruzione.
Numerosi sono i sentieri escursionistici per visitare le cappelle, i piloni e godersi la natura dei boschi e delle montagne circostanti: i sentieri sono segnalati nella piazza principale del paese. Tra questi il sentiero di Marco Olmo (robilantese e ultramaratoneta italiano), il Sentiero Valerio Tassone, il Sentiero delle Mulere e la Passeggiata l’Anello dell’Orrido delle Barme (scrigno di biodiversità).
Arrivando da nord si nota l'imponente cementificio Buzzi Unicem, inaugurato negli anni Sessanta; mentre a sud dell'abitato, quasi al confine con Vernante, si trova uno stabilimento della Sibelco. La produzione industriale caratterizza la zona da più di un secolo: sulla via principale che conduce a Vernante, si nota sulla sinistra l'edificio della fabbrica per estrazione del tannino con adiacente ciminiera, proseguendo la stessa strada si incontra una rivendita Venchi, ex sede produttiva della società.
A Robilante si parla spesso in dialetto, è possibile farsi un'idea della lingua sul sito di Chambra d'Oc e godersi la storia di una delle località robilantesi, la Cascina .
Nel paese è possibile visitare i seguenti musei: il Museo della Fisarmonica, della musica e dell’arte popolare locale in Via Bartolomeo Ghiglione n.7. È incentrato sulla storia della fisarmonica, importante strumento musicale legato alla tradizione folkloristica e artigianale robilantese; nel museo sono rappresentate le fasi di costruzione della fisarmonica con l’esposizione di vari modelli e commemora due importanti personaggi robilantesi, Giuseppe Vallauri, detto Notou Sounadour, suonatore e costruttore di fisarmoniche, e Giorgio Bertaina, conosciuto come Jors de Snive, scultore. Le opere di Jors de Snive esposte ritraggono figure ispirate al mondo contadino della prima metà del novecento: suonatori, animali da pascolo, soldati che sono evocati in uno stile poetico ed originale. In Via Umberto I n. 33 vi è il Museo del suono e della comunicazione che ospita numerosi strumenti tra i quali grammofoni e radio d'epoca e illustra la storia del suono e della tecnica. In Via Roma n. 9-11 il Museo Ferroviario "Ferroclub Cuneese", mostra a tema ferroviario con l’esposizione di plastici, fotografie, oggettistica che rievocano la storia della linea ferroviaria Cuneo-Nizza. 

### Simboli
Lo stemma e il gonfalone sono stati concessi con decreto del presidente della Repubblica del 4 agosto 1986.
Lo stemma è partito: il primo fasciato d'oro e di nero; il secondo d'azzurro, alla foglia di sega d'oro; al capo di rosso.

## Società

### Evoluzione demografica
Abitanti censiti

### Etnie e minoranze straniere
Secondo i dati Istat al 31 dicembre 2017, i cittadini stranieri residenti a Robilante sono 166, così suddivisi per nazionalità, elencando per le presenze più significative:
1. Romania, 51
2. Marocco, 45
3. Albania, 20

## Amministrazione
| Periodo        | Periodo        | Primo cittadino       | Partito      | Carica  | Note |
| -------------- | -------------- | --------------------- | ------------ | ------- | ---- |
| 14 giugno 2004 | 7 giugno 2009  | Claudio Campana       | Lista Civica | Sindaco |      |
| 8 giugno 2009  | 26 maggio 2014 | Biagio Bedino         | Lista Civica | Sindaco |      |
| 26 maggio 2014 | 10 giugno 2024 | Massimo Edoardo Burzi | Lista Civica | Sindaco |      |

### Altre informazioni amministrative
- Il comune fa parte della Unione Montana Alpi Marittime.[8]